# Pacific Coast Motorsports
Pacific Coast Motorsports – były amerykański zespół wyścigowy, założony w 2003 roku przez Tylera Tadevica. W historii startów ekipa pojawiała się w stawce IndyCar Series, Grand-Am Sports Car Series, American Le Mans Series, Atlantic Championship oraz Champ Car.

## Wyniki

### Indy Car
| Rok  | Bolid                        | Kierowcy        | Wyścigi | Wygrane | PP | NO | Pkt | M.K. |
| ---- | ---------------------------- | --------------- | ------- | ------- | -- | -- | --- | ---- |
| 2008 | Panoz-Cosworth Dallara-Honda | Alex Figge      | 1       | 0       | 0  | 0  | 0   | 43   |
| 2008 | Panoz-Cosworth Dallara-Honda | Mario Domínguez | 1       | 0       | 0  | 0  | 112 | 27   |